# والتر إدغار
والتر إدغار (بالإنجليزية: Walter Edgar)‏ هو مؤرخ أمريكي، ولد في 1943 في موبيل في الولايات المتحدة.